# Manoir d'Avisé
Le manoir d'Avisé est un manoir situé à Limeray (Indre-et-Loire) et inscrit aux monuments historiques le 5 décembre 1984.